# 奇帕巴罗德
奇帕巴罗德（Chhipabarod），是印度拉贾斯坦邦Baran县的一个城镇。总人口16026（2001年）。

## 人口
该地2001年总人口16026人，其中男性8228人，女性7798人；0—6岁人口2821人，其中男1451人，女1370人；识字率61.66%，其中男性为72.89%，女性为49.81%。